# Liorhinella elephas
Liorhinella elephas är en insektsart som beskrevs av Schmidt 1910. Liorhinella elephas ingår i släktet Liorhinella och familjen spottstritar. Inga underarter finns listade i Catalogue of Life.